# Ropica batchianensis
Ropica batchianensis là một loài bọ cánh cứng trong họ Cerambycidae.